# Microrhopias quixensis
El hormiguerito del Quijos (Microrhopias quixensis), es una especie de ave paseriforme de la familia Thamnophilidae, la única perteneciente al género monotípico Microrhopias. Se distribuye desde el sur de México, por América Central y del Sur.

## Nombres comunes
También es conocido como hormiguerito alipunteado (en Costa Rica, Honduras y México), hormiguerito u hormiguero abanico (en Colombia), hormiguero ala punteada (en México), hormiguerito de ala punteada (en Perú), hormiguerito alipinto (en Nicaragua) o tiluchí de alas punteadas.

## Distribución y hábitat
Se distribuye desde el sureste de México, por Belice, Guatemala, Honduras, Nicaragua, Costa Rica, Panamá, noroeste de Colombia hasta el oeste de Ecuador;  en la Amazonia del sur de Colombia, este de Ecuador, este de Perú, norte de Bolivia y Brasil al sur del río Amazonas; y en el escudo guayanés del extremo noreste de Brasil, en Guyana, Surinam y Guayana francesa. Ver más detalles en Subespecies.
Esta especie es bastante común a común en su hábitat natural, el sotobosque de bordes de selvas húmedas tropicales, hasta los 900 m de altitud.

## Descripción
Mide entre 11 y 12 cm de longitud y pesa entre 7,5 y 12,5 g. Presenta dimorfismo sexual. El macho es negro brillante, aterciopelado, con barra alar blanca, puntos blancos sobre las alas; manchas blancas ocultas en los hombros y el centro de la espalda y cola redondeada con punta blanca. La hembra presenta el dorso, la corona y los lados de la cabeza color pizarra oscuro, el pecho y el vientre color castaño rojizo o rufo.

## Comportamiento
Prefiere los enmarañados de enredaderas y de bambú. Frecuentemente levanta y sacude su larga cola, mostrando el blanco.

### Alimentación
Se alimentan de insecto y arañas, que busca intensamente en el follajes externo a una altura de 1 a 4 m del suelo, principalmente entre enredaderas, bejucos y árboles caídos. Suele buscar alimento en pareja, aunque a veces se asociada en grupos familiares e incluso en bandas mixtas con otras especies de hormigueros.

### Reproducción
Se reproducen de enero a agosto. Su nido tiene forma taza o de bolsa profunda, adherida por el borde a las ramas delgadas, entre el follaje denso, a una altura de 1 a 12 m del suelo. Está construido con hojas parcialmente caídas, unidas y forradas con fibras finas oscuras. La hembra pone 2 huevos blancos, con manchas marrón.

### Vocalización
El canto es variable, típicamente una serie acelerada y descendiente de 5-10 notas silbadas, semi-musicales, por ejemplo «uii, tsii-tsi-tsi-tsi-tu-tu», algunas veces con una nota más áspera «zhait» o «zhiiit» mezclada, estas notas ásperas algunas veces más pronunciadas o dadas solas. En el este de la Amazonia, el llamado más frecuente es muy diferente, un agudo «skiiu».

## Sistemática

### Descripción original
La especie M. quixensis fue descrita por primera vez por el naturalista italiano Emilio Cornalia en 1849 bajo el nombre científico Thamnophilus quixensis; localidad tipo «este de Ecuador».
El género Microrhopias fue descrito por el zoólogo británico Philip Lutley Sclater en 1862.

### Etimología
El nombre genérico masculino «Microrhopias» es un diminutivo (del griego «mikros»: pequeño) del género Rhopias que proviene del griego «rhōpos»: arbusto, y «piazō»: aprovechar; significando «pequeño aprovechador de arbustos»; y el nombre de la especie «quixensis», relativo al río Quijos en Ecuador.

### Taxonomía
Las subespecies boucardi y virgatus intergradan en Honduras; las investigaciones pueden indicar que deberían ser unidas. Con base en las diferencias vocales y de plumaje, algunas otras subespecies pueden merecer ser elevadas al rango de especies plenas, por ejemplo emiliae, es bastante distinta (aunque las diferencias vocales son mínimas); son necesarios más estudios.

### Subespecies
Según la clasificación del Congreso Ornitológico Internacional (IOC) (Versión 7.2, 2017) y Clements Checklist v.2016, se reconocen 10 subespecies, con su correspondiente distribución geográfica:
- Microrhopias quixensis boucardi (P.L. Sclater, 1858) – este de México (este de Veracruz y noreste de Oaxaca al este hasta el sur de Campeche y sur de Quintana Roo), Belice, este de Guatemala y norte de Honduras.
- Microrhopias quixensis virgatus (Lawrence, 1863) – sureste de Honduras y este de Nicaragua al sur hasta el oeste de Panamá (hacia el este hasta la provincia de Panamá y oeste de San Blas, localmente en la pendiente del Pacífico).
- Microrhopias quixensis consobrina (P.L. Sclater, 1860) – este de Panamá (este de San Blas, Darién), oeste y centro norte de Colombia y oeste de Ecuador (al sur hasta Guayas).
- Microrhopias quixensis microstictus (Berlepsch, 1908) – noreste de la Amazonia brasileña (norte de Roraima, extremo noreste de Pará, Amapá), sur de Guyana, Surinam y Guayana francesa.
- Microrhopias quixensis quixensis (Cornalia, 1849) – sur de Colombia (Putumayo, Caquetá), este de Ecuador y noreste de Perú (norte de Loreto al norte de los ríos Marañón y Amazonas).
- Microrhopias quixensis intercedens J.T. Zimmer, 1932 – tierras bajas del centro de Perú (al sur del río Amazonas y a lo largo de ambas márgenes del Ucayali) y suroeste de la Amazonia brasileña (al este hasta el río Madeira).
- Microrhopias quixensis nigriventris Carriker, 1930 – pendiente oriental y base de los Andes en el centro de Perú (San Martín al sur hasta el norte de Cuzco).
- Microrhopias quixensis albicauda Carriker, 1932 – sureste de Perú (sur de Cuzco, sureste de Ucayali, Madre de Dios, Puno) y adyacente norte de Bolivia (Pando).
- Microrhopias quixensis bicolor (Pelzeln, 1868) – centro sur de la Amazonia brasileña (desde el Madeira al este hasta los ríos Tapajós y Teles Pires, al sur hasta Rondônia y norte y oeste de Mato Grosso).
- Microrhopias quixensis emiliae Chapman, 1921 – del Tapajós al este hasta el Tocantins y hacia el sur hasta el extremo norte de Mato Grosso (noreste del Teles Pires).